# オムライス (漫画)
『オムライス』は、星里もちるによる日本の漫画作品。小学館の『ビッグコミックスペリオール』で連載された。連載当時の『ビッグコミックスペリオール』は毎月2回、1日と15日の発売で、平成9年23号から平成11年21号まで連載。
1991年連載開始の『りびんぐゲーム』、2003年連載開始の『ルナハイツ』、2004年連載開始の『怪獣の家』と、星里もちるでは定番となった「他人と同居」を題材にした作品の第2弾。

## あらすじ
女性問題を起こして無職となっていた『今井 光』は就職活動をしていた。突然歯が痛み訪れた歯科医院の待合室で偶然にも自分と同姓の若い女性『今井 みどり』と出会う。診療中にみどりが気絶してしまったため、付き添いと勘違いされた光はみどりを自宅まで送り届ける羽目になった。しかし、着いたそこは今井歯科医院だった。
今井歯科医院から出てきたのはみどりの姉で歯科医師と受付の姉妹。お礼としてし忘れていた歯の治療を無料でして貰ったものの、無料なのは今日だけで今後の治療代として見積もられた10万円という額は無職の光に払えるものではなかった。姉妹はある条件で治療費を全額無料にするという。その条件とは、この家での今井姉妹との同居だった。今井姉妹も家主で今井歯科医院の医院長と同居しており、医院長は不在がちなために近所に乗っ取りと誤解されないよう医院長の親戚として住んでもらいたいとのことだった。
自宅が歯医者でありながら他の歯科医院に行くことに加え言動もおかしなみどりなど、美人揃いであるもののこの姉妹には関わってはいけないと光は直感していた。女性はもう懲りた光は一度は断ったのだが、アパートの家賃滞納などで同居することとなった。かくして、一つ屋根の下で歯科医師で長女の珠子、劇団をやっている次女の羽子、大学生で三女の葉子、家事をやっている四女のみどりとの奇妙な同居生活が始まった。
しかし、光の人生を目茶目茶にしてやるとして、しつこく光を追い掛け回している男が光の前に現れた。

## 登場人物
今井 光（いまい ひかる）
この物語の主人公。実家は島根県の松江で由緒ある温泉旅館『松風荘』を営んでいる。二人姉弟の長男で姉がいる。しかし父親や家業の旅館、そして松江が嫌いで東京に上京してきた。父親と折り合いが悪く後述の事件を起こし勘当されていた。優柔不断だが、写真写りは良い。
大学生のときに19歳と年齢を詐称していた15歳の稲森はるなと交際していたが、青少年保護条例で有罪となった。はるなが16歳になるのを待って結婚し、はるなの親が社長を勤める会社に入社した。「（グループ企業の?）ダメ社長」と光本人は自分自身のことを述べているが、もう一方で「最低だめ社員」とも述べている。光の「最低だめ社員」という発言に対しては上原は「ちゃんとしていたら店舗も任された」と述べ、後述の劇中の記述などは多少矛盾が生じている。
はるなの件で女には懲りている。その為、年齢詐称に強く反応する。しかし無職となりアパートの家賃を滞納している事などから、院長の親戚として今井家に住み込むこととなった。
- はるなとは、はるなが15歳の春に出逢う。
- 青少年保護条例で警察に捕まり、はるなは高校退学。
- はるなが16歳になるのを待って結婚。
- 結婚半年で離婚。
- 出逢った1年後の春に離別した。
- はるなの父親の会社に入社するが、入社後2年で退社。

### 今井家に住む人々
今井家は、杉並区桃の木1丁目1番地12号（桃木町との表記もある）という架空の住所に存在している。家屋は比較的大きい。今井姉妹は両親と共に三鷹に住んでいたが、5年前に両親が亡くなったことから珠子が今井歯科医院で働いていた縁で、姉妹で現在の今井家に住むこととなった。標題となっているオムライスは、珠子（卵）、羽子（鶏肉）、葉子（野菜）、みどり（グリーンピース）で姉妹の結束を表しているという。しかしオムライスの日は珠子が姉妹のあるべき姿を説教（最低でも50分とのこと）し、最終的には両親の話になって珠子が一人で泣き出してしまうことで、珠子以外の姉妹、中でも特にみどりが敬遠している。羽子はオムライスをこじ付けだとも言っている。みどり以外の姉妹は朝が弱い。
今井 緑（いまい みどり）
若く見えるが物語開始時の年齢は約20歳（誕生日が近い19歳）。姉妹の中で唯一料理が得意で、今井家で料理を担当している。中でもオムライスが得意。しかし料理の出来はその時の気分に大きく左右される。
4姉妹の末っ子だが、血は繋がっていない。2歳のときに実の両親を亡くし、今の姉妹の両親の許に貰われてきた。みどりはその事を知っているが、他の姉妹3人はそのことをみどりは知らないと思い実の姉妹を装ってその話題には触れないようにしている。
何かを失うときの悲しさを避けて、家族や家などにも全ての物事に執着できないでいる。そのため、自室をも持たずに今井家の廊下の一角を自分の部屋としている。誰かに今井家から遠くに連れだしてもらえることを夢見ている。
真面目で一本気があり、協調性よりそれが優先してしまうことが多く、他人とよく衝突する。姉妹によると、嗅覚が鋭く善人と悪人を見分けられるとのこと。銭湯通いが好き。拾ってまでしてゴミの分別が好きだが、姉からは止められている。外食で不味いと食べずに店を飛び出してしまう。安くて美味しいということもあり自炊派。体を動かすことと誰かに奉仕することが好き。静かだと寝られず、静かなときは深夜ラジオ（作者の好きな番組のようだ）をつけて寝る。
- 作中では全て「みどり」とひらがな表記で呼ばれている。

今井 珠子（いまい たまこ）
4姉妹の長女で歯科医師。しかし葉子によると治療は痛いとのこと。歯科衛生士や歯科助手を雇っている様子は一切無い。珠子が歯科技工士の様な作業をしている描写もある。
5年前に今井歯科医院に就職した。同じく5年前に両親が亡くなり、医院長の厚意から姉妹で現在の家に姉妹で住むこととなった。姉妹の結束を何よりも強く望んでいる。傍目に見ても明らかに医院長を好いているようだが、全く進展していないことに何か理由がありそうだ。
強度の近眼である。
今井 羽子（いまい はねこ）
4姉妹の次女で劇団カルデラ座の演出・脚本・雑用を仕事としている。他での自分の収入を劇団の運営資金に投じてもいる。文筆業で身を立てるのが夢。小説家・花窪 憂鬱（はなくぼ ゆううつ）に憧れ、桜一花（さくらひとはな）のペンネームで小説を書いて投稿している。
飄々としており、自分の感情を交えず何事も客観的に捉える癖がある。姉妹の全ての秘密を知っている唯一の人物。
ファッションサングラスとカエルのプリントのTシャツを着ている。これは『ど根性ガエル』の主人公『ひろし』のファッションで、公式に使用許可を得ていると作者が単行本の巻末で述べている。他に『鬼太郎』のチョッキに似たベストを着ていることもある。
今井 葉子（いまい ようこ）
4姉妹の三女で大学生3年生。時々今井歯科医院の受付をしている。
恋愛には潔癖症で、その一方で惚れっぽいがすぐに振られている。しかし無意識に相手の性格を見抜いて甘えるのが上手だと羽子は指摘している。普通すぎる自分が嫌いだとのこと。
今井 隆三
今井歯科医院の医院長かつ、家主。独身。歯科医院は家業として継いでいる。そして今井家の跡取りとしての義務と責任を強く感じている。その一方で釣りばかりしており、ほとんど家に帰って来ない。人当たりはとても柔らかいが、謎の多い人物。皆からは院長や先生と呼ばれており、羽子は名前を覚えていない。

### 稲森 はるな の関係者
上原（うえはら）
今井光が起こした淫行問題から、光の人生を目茶目茶にすることが生き甲斐とする人。光の会社の周囲で光が罪を犯したとのビラを撒くなどして退職に追い込んだ。光がアパートを引き払い今井家に住み始めたことから居場所を探していた。はるなに最も長く接していると自負しており、全てに優先してはるなを最も尊重しており、はるなに頭が上がらない。その一方で自分を拾ってくれた社長には恩義を強く感じている。
社でも有能と目されている経理経営に長ける敏腕ビジネスマン。社長も能力を高く買っている。医院長が嘘をついていることを見抜くなど観察力にも長けている。アルコールに弱く缶ビール一本で酔い潰れる。静かでないと眠れない。
稲森 はるな（いなもり はるな）
19歳と年齢を詐称し、光と交際していた15歳の高校生。ホテルから出たところを運悪く警察に取調べされ、高校は退学になった。16歳を待って光と結婚したが、半年で離婚していた。一時期は今井はるなだったようだが、現在は稲森姓に戻っている。親が多忙で幸せとは言えない子供時代を過ごしており、光と結婚したのは悲しさを紛らわす意味もあった。現在は大検を経て葉子と同じ大学の法学部の1年生で、19歳になっている。
演劇や映画が好きで、芸術学部志望だった。嘘を臆面もなくつくため嘘と本当とが区別しにくい。嘘つく才能から女優の素質を羽子に見出される。羽子の劇団カルデラのオーディションに合格し、父親からの条件を受け入れ劇団員となる。父の言いつけを守ったためか送別会以降、作中には登場していない。
はるなの父
一代で築き上げた敏腕の実業家。常に自分が正しいと思っており、実際にその判断が間違っていたことが無い。我が子の為であれば我が子に何かを強要するのも当然と考えている。しかし物質欲しか持っておらず、お礼には何かと置物を贈るもののそれが相手に喜ばれるかは微妙なところ。文化的なことには一切理解を持たない。娘のはるなの演劇活動を認めなかったが、光や上原の自分を省みない説得から条件付で許すこととなった。

### 今井 光 の家族
光の実家の家業は由緒ある温泉旅館『松風荘』。島根県の松江にあり、宍道湖に面している。
光の父
家業の『松風荘』を継いで営んでいたが、伝統と格式を重視するあまり採算を度外視して経営に失敗した。それにより経営は娘夫婦に譲った。従業員不足で仲居の仕事までするようになり、腰を痛めている。天気予報は外れたことがない。
光の姉夫婦
経営に失敗した松風荘の実権を継いで、経営建て直しで大幅な経費削減を行う。しかしそれが裏目に出て客足が鈍っていた。ただ、夫婦ながら実権は妻にあるようだ。上原に言わせれば、父親の経営より酷いらしい。父も「わし以下」と評している。
組合理事長
松風荘には直接関係が無い観光組合か旅館組合の理事長のようだ。
琴江さん
松風荘の元仲居頭。旅館の運営にとても大切な人材だったが、給与などで合意が得られず退職していた。劇中には名前のみの登場。

### その他の主要人物
石田 直幸（いしだ なおゆき）
現在の今井家に引っ越してくる前に姉妹が住んでいた家の向かいに住んでいた。みどりとは同じ高校で先輩後輩の間柄。父親はワイン好きで、自宅の地下室にコレクションするほど。親の事業失敗により一家離散しての中学卒業と共に5年前にフランスに渡った（3年との記述もあるが、それでは他と矛盾が生じる）。
父の事業失敗により、失う物が無ければ辛い思いをしないということを悟った。両親とも会わないと決意している。これはみどりに強い影響を与えている。みどりが貰われ子であることを知っている。何もかも失ったゼロの状態から始めて自分で何かを作り出そうと、知人を頼りフランスのディジョンに渡ってワインを作っている。
みどりを妻としてフランスに連れて行くために帰国してきた。
田村 アツシ
葉子の大学の哲学科の学生。葉子が恋をしている。シンガーソングライターでプロ志望だが、歌詞がベタベタ。代表作『愛が一番』。しかし学内には既に追っ掛けがいる。自転車に乗れない。
あかねちゃん
みどりが拾ってきた赤ん坊。父親が留置場に入れられていたため一時的に預かることになった。その後、父親が引き取りに来たがあかねを置いて逃亡したため、隆三、珠子が育てる決心をした。しかし、最終的に祖父母が父親の代わりに引き取りに来たため渡すことになった。隆三曰く、あかねの「あか」はオムライスのケチャップとのこと。

### 桃木町の人々
杉並区桃木町。桃木町は実在しない架空の町名。
箱田亭
今井邸から10分もかからない目と鼻の先にある洋食屋。春雷飯店の次、桃木町で2番目に不味いという。20歳になったこともありみどりが独立して住み込みで就職した。マスターは良い人だが、頼りない。妻のぎっくり腰で従業員募集していた。息子は大学生で、名前は慎一。慎一はみどりを店の乗っ取りと疑って嫌っていたが、みどりの姿勢を見て家業を継ぐ気になった。それによってみどりは解雇になってしまった。
春雷飯店
今井家の近所にある飲食店。桃木町で1番不味い飲食店で味のブラックホールと呼ばれている。
南原
今井家の向かいに住んでいるおばさん。町内の事情通で口が軽い。町内ともども姉妹が今井院長の家を乗っ取るのではないかと監視している。

## 単行本
小学館ビッグコミックスから発行された。全5巻。『』内は各巻の副題。
1. 『そして今井家へ…』1998年7月1日 ISBN 4-09-184236-4 平成9年23号から10年7号掲載分まで
2. 『招かざる同居人（きゃく）』1999年1月1日 ISBN 4-09-184237-2 平成10年8号から10年17号掲載分まで
3. 『彼女が好きな人』1999年7月1日 ISBN 4-09-184238-0 平成10年18号から11年3号掲載分まで
4. 『プロポーズ大作戦』1999年12月1日 ISBN 4-09-184239-9 平成11年4号から11年13号掲載分まで
5. 『また会う日まで』2000年2月1日 ISBN 4-09-184240-2 平成11年14号から11年21号掲載分まで

第5巻の巻末には、短編『ツインビーンズ』の全2話が収録されている。